# دیلن اشمیت
دیلن اشمیت (انگلیسی: Dylan Schmidt؛ زادهٔ ۷ ژانویهٔ ۱۹۹۷) ژیمناست ترامپولین اهل نیوزیلند است.